# Styling-Garage

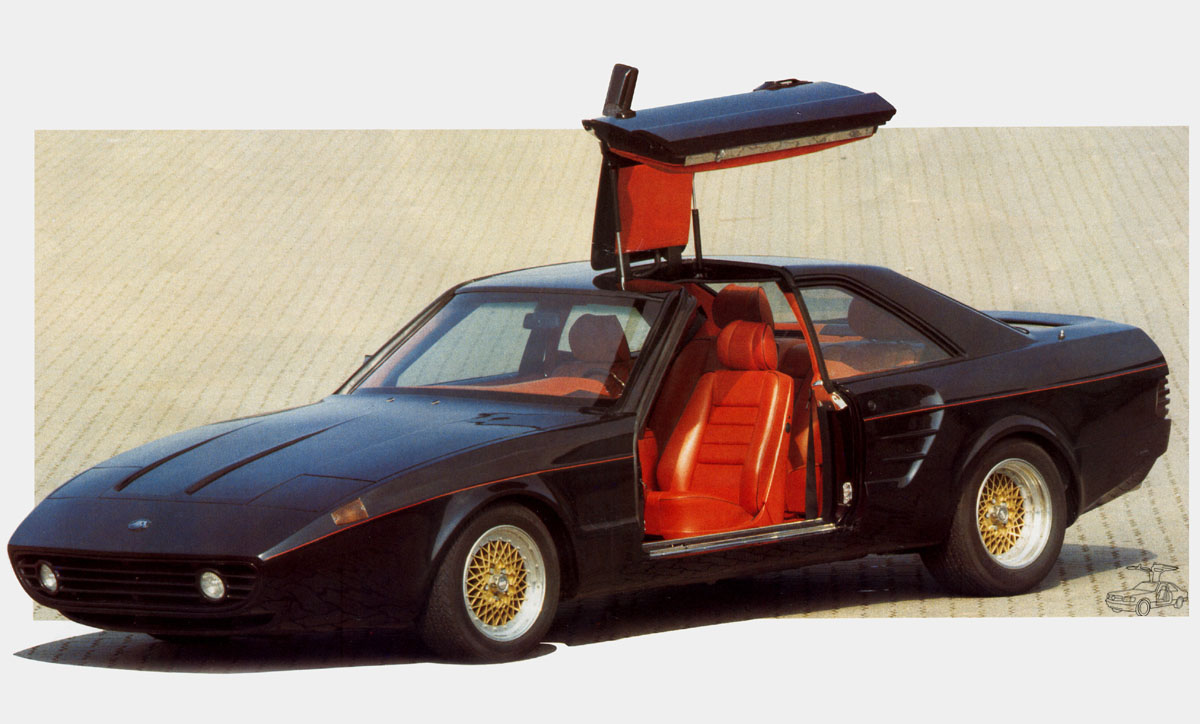
GS Arrow C1 Gullwing - Mercedes-Benz 500 SEC (W126)

Styling Garage (ook wel bekend onder de namen SGS, Styling Garage Schenefeld, Styling Garage Pinneberg en Design+Technik) was een van de meest toonaangevende bedrijven van de jaren 80 die zich bezighielden met de tuning van auto's.
Het bedrijf werd in 1979 opgericht door Ralph Engel en Chris Hahn bij Hamburg en ging in 1986 weer ter ziele. Vrijwel gelijk daarna volgde een doorstart onder de naam Design+Technik.
Styling Garage hield zich vooral bezig met het ombouwen van de Mercedes SEL en SEC (beide van het type W126) tot veel luxueuzere auto's. Daarbij moet gedacht worden aan nieuwe interieurs met tv's, hifi en koelkasten, veel leer, verstelbare Recaro-sportstoelen, etc. Ook werden de Mercedessen omgebouwd tot cabrio (500SGS Convertible), verlengd (600SGS), verlengd en verbreed (SGS Royale) en van vleugeldeuren voorzien, zoals de klassieke 300SL (500SGS Gullwing). Door Styling Garage zijn ook andere auto's verbouwd, zoals Porsche 928's met vleugeldeuren en Rolls-Royces (verlengd en verbreed als de Royale).